# Mistrzostwa Nordyckie w Zapasach 2013
Mistrzostwa odbyły się w szwedzkim mieście Eslöv, w dniach 11 - 12 maja.

## Tabela medalowa
Gospodarz zawodów został zaznaczony kolorem.
| Poz. | Państwo   |    |    |    | Łącznie |
| ---- | --------- | -- | -- | -- | ------- |
| 1    | Szwecja   | 5  | 5  | 6  | 16      |
| 2    | Norwegia  | 4  | 1  | 1  | 6       |
| 3    | Estonia   | 1  | 2  | 0  | 3       |
| 4    | Dania     | 1  | 1  | 0  | 2       |
| 5    | Finlandia | 0  | 2  | 3  | 5       |
|      | Łącznie   | 11 | 11 | 10 | 32      |

## Mężczyźni

### Styl klasyczny
| Konkurencja         | Złoto            | Srebro             | Brąz                |
| Kategoria do 55 kg  | Anders Rønningen | Toufan Ahmadi      | Joakim Fagerlund    |
| Kategoria do 60 kg  | Thomas Rønningen | Jerry Pitkänen     | Mathias Hagdahl     |
| Kategoria do 66 kg  | Stig André Berge | Anders Ekström     | Vahab Daneshvar     |
| Kategoria do 74 kg  | Frederik Ekström | Timmy Wideheim     | Christoffer Nilsson |
| Kategoria do 84 kg  | Eerik Aps        | Jim Pettersson     | Viktor Karlsson     |
| Kategoria do 96 kg  | Fredrik Schön    | Alo Toom           | Elias Kuosmanen     |
| Kategoria do 120 kg | Johan Eurén      | Sebastian Lönnborn | Tuomas Lahti        |

## Kobiety

### Styl wolny
| Konkurencja        | Złoto             | Srebro          | Brąz             |
| Kategoria do 48 kg | Sandra Särkinen   | Silje Kippernes | ----             |
| Kategoria do 55 kg | Sofia Mattsson    | Emma Carlsson   | Tiina Vainionpää |
| Kategoria do 63 kg | Signe Marie Store | Therese Persson | Evelina Gryvik   |
| Kategoria do 72 kg | Jenny Fransson    | Epp Mäe         | Jenny Aardalen   |